# Laguna

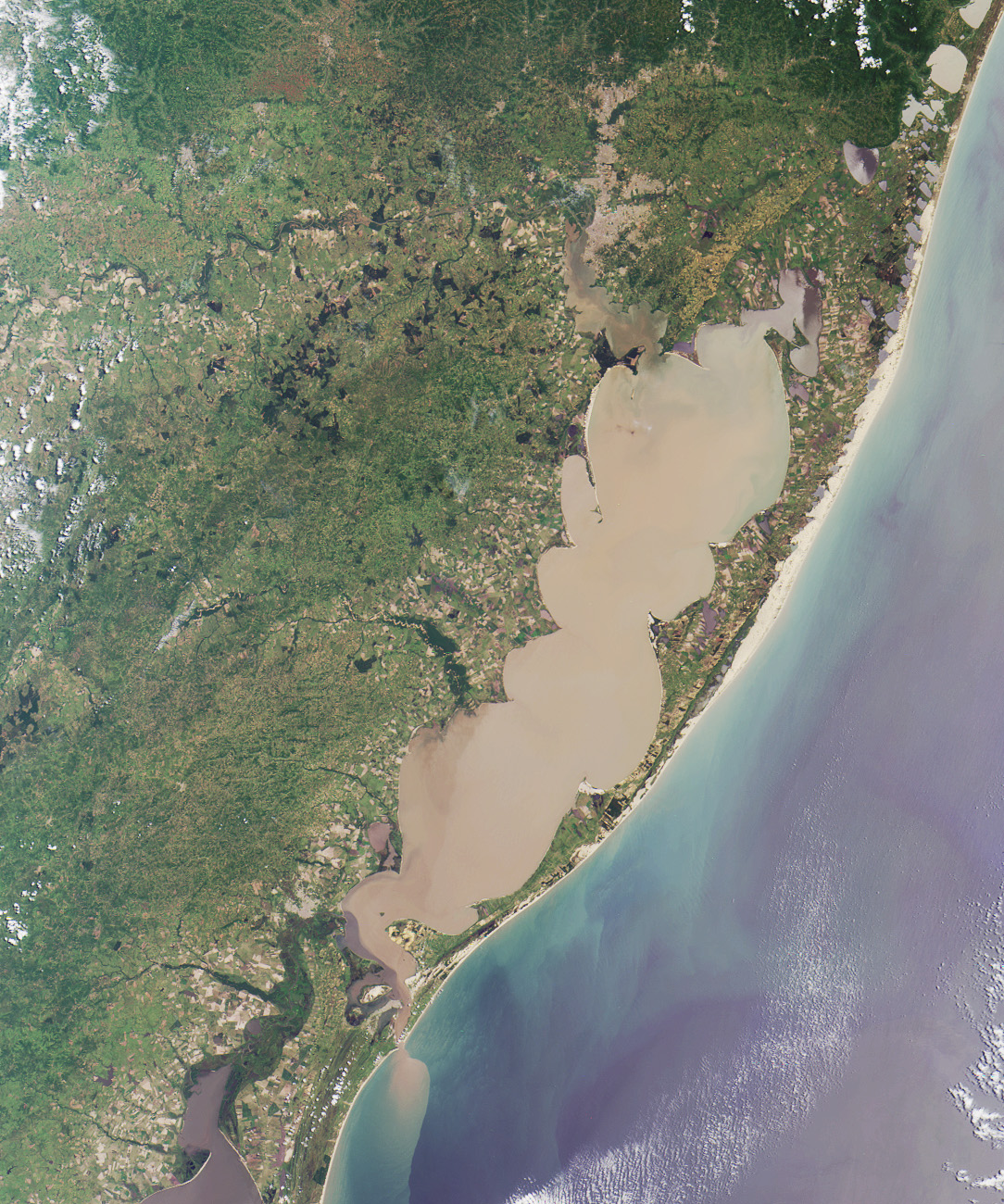
Lagoa dos Patos w Brazylii

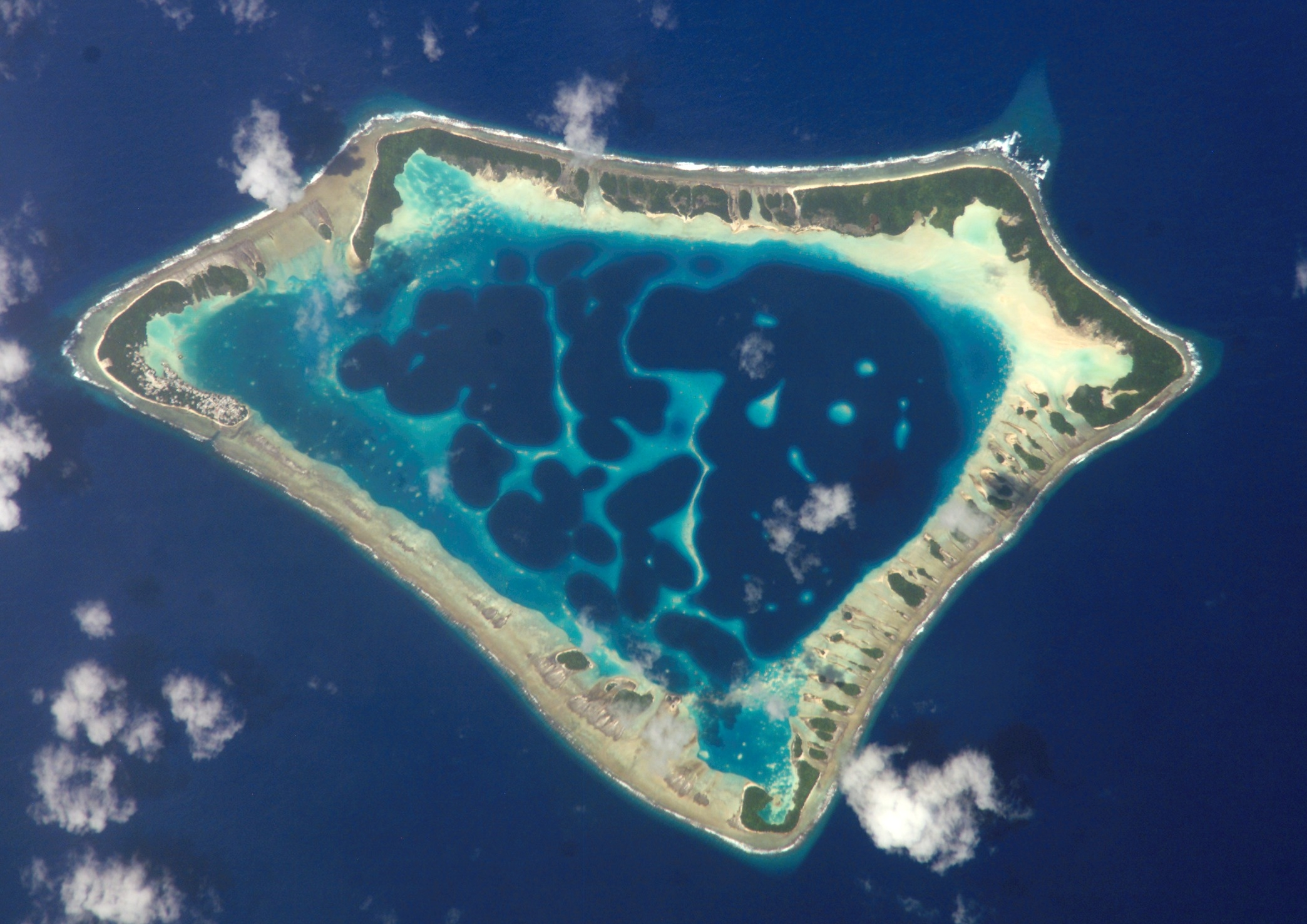
Laguna wewnątrz atolu Atafu (Tokelau)

Laguna (z włoskiego) – część morza odcięta od niego przez barierę (lido, rafę barierową lub atol), tworząca w ten sposób śródlądowy zbiornik wodny położony przeważnie wzdłuż wybrzeża. Laguna posiada jedno lub więcej, przynajmniej okresowe, połączenie z morzem, ale o bardzo ograniczonej przepustowości. Te dwie cechy (oddzielenie przez barierę i połączenie z morzem) odróżniają lagunę od estuarium. Laguny stanowią ok. 13% linii brzegowej na świecie.
Laguny są przeważnie płytkie, dlatego na terenach o dużej różnicy pomiędzy przypływem i odpływem ich dna są odsłaniane podczas odpływu. Okresowo suche dno laguny nosi nazwę wattu. Z upływem czasu laguny ulegają stopniowemu zamulaniu, zmieniają się w bagniska i torfowiska. Parowanie wód laguny w klimacie suchym prowadzi do odkładania się złóż soli.
Na powstawanie laguny wpływ mają: energia fal uderzających w barierę, zasięg pływów na wysokości otwartego wybrzeża i na wysokości laguny, różnica poziomów wody podczas odpływu i przypływu, zasobność i rodzaj osadu. Sedymentacja w lagunach podległa głównie pływom i stratyfikacji prądów w samej lagunie.
Laguny są obiektem ścisłego zainteresowania naukowego dopiero od lat 70. XX wieku. Pierwsze udokumentowane sympozjum naukowe dotyczące lagun miało miejsce w 1967.

## Laguny w Polsce
Na polskim odcinku południowego wybrzeża Morza Bałtyckiego znajduje się kilka obiektów, które ze względu na charakterystykę i sposób powstania spełniają definicję lagun. Są one tradycyjnie nazywane zalewami lub jeziorami przybrzeżnymi.
Zalewy: Zalew Szczeciński, Zalew Wiślany, Zalew Pucki
Jeziora: Resko Przymorskie, Jamno, Bukowo, Kopań, Wicko, Gardno, Łebsko, Sarbsko